# Chaco (genre)
Pour les articles homonymes, voir Chaco.
Genre
Chaco est un genre d'araignées mygalomorphes de la famille des Pycnothelidae.

## Distribution
Les espèces de ce genre se rencontrent en Argentine, au Chili, en Uruguay et au Brésil.

## Liste des espèces
Selon World Spider Catalog (version 25.5, 15/01/2025) :
- Chaco ansilta Ferretti, 2014
- Chaco aoni Allegue, Pompozzi & Ferretti, 2024
- Chaco castanea Montes de Oca & Pérez-Miles, 2013
- Chaco costai Montes de Oca & Pérez-Miles, 2013
- Chaco melloleitaoi (Bücherl, Timotheo & Lucas, 1971)
- Chaco obscura Tullgren, 1905
- Chaco patagonica Goloboff, 1995
- Chaco sanjuanina Goloboff, 1995
- Chaco socos Goloboff, 1995
- Chaco tecka Goloboff, 1995
- Chaco tigre Goloboff, 1995
- Chaco tingua Indicatti, Folly-Ramos, Vargas, Lucas & Brescovit, 2015
- Chaco tucumana Goloboff, 1995

## Systématique et taxinomie
Ce genre a été décrit par Tullgren en 1905 dans les Avicularidae. Il est placé dans les Ctenizidae par  Gerschman et Schiapelli en 1965, dans les Nemesiidae par Raven en 1985 puis dans les Pycnothelidae par Montes de Oca, Indicatti, Opatova, Almeida, Pérez-Miles et Bond en 2022.

## Publication originale
- Tullgren, 1905 : « Aranedia from the Swedish expedition through the Gran Chaco and the Cordilleras. » Arkiv för Zoologi, vol. 2, no 19, p. 1-81 (texte intégral).